# Cratère de Gosses Bluff
Gosses Bluff est un cratère météoritique situé dans le Territoire du Nord en plein cœur de l'Australie.
Son diamètre est de 5 km et sa hauteur est de 150 m. Il se situe à 160 km à l'ouest d'Alice Springs.
On estime que son âge est de 142,5 millions d'années à ± 0,8 million d'années (Jurassique supérieur).
Pour les Aborigènes d'Australie, il est connu sous le nom de Tnorala. Il est considéré comme un endroit sacré pour la population locale.

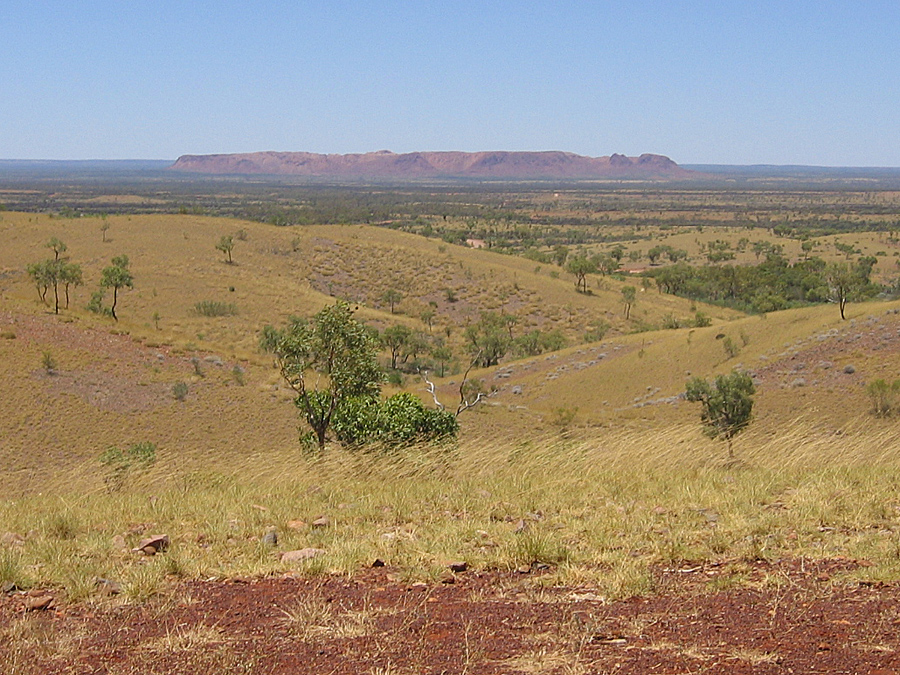
Le cratère Gosses Bluff au loin